# 許平君
許 平君（きょ へいくん）は、前漢の宣帝の皇后で元帝の母。諡号は恭哀皇后。

## 生涯

### 民間時代
昌邑王劉髆に仕える下級官吏であった許広漢の娘として生まれる。のち、父親の許広漢は罪を犯して宮刑に処せられ、宦官として後宮に勤務することになった。平君は長じて、内者令（後宮の衣装係である宦官）の欧侯氏の息子との縁談が整うものの、婚礼前に死に別れてしまう。
この頃、戾太子劉拠の孫であり武帝の曾孫である劉病已（後の宣帝）は、巫蠱の禍により庶人とされ、民間で育てられていた。もと戾太子の家臣だった張賀は自分の孫娘を劉病已の妻にしようと考えたが、弟の張安世が反対したため、部下にあたる許広漢に劉病已と平君との縁談を持ちかける。劉病已が貧乏であったことから許広漢の妻は反対したが、最終的に縁談はまとまり、平君は劉病已に嫁ぐ。
この縁談については、平君の父の許広漢は罪を犯して宦官となった身、劉病已は戾太子の孫ということで、ともに少なからず人目をはばかる出自であったことが影響しているかも知れない。
1年ほど後に平君は、息子の劉奭（後の元帝）を生む。

### 宣帝即位後
元平元年（前74年）に昭帝が死去する。跡継ぎがなかったため、当時実権を握っていた大司馬大将軍の霍光は、劉髆の子で武帝の孫である昌邑王劉賀を後嗣として迎えた。しかし劉賀は在位28日で廃され、劉病已が宣帝として即位する。
夫である宣帝の即位後、平君はまず、側室である婕妤として後宮に迎えられた。当時、霍光の末娘である霍成君が入内して皇后に立てられるであろうという観測が主流であったが、宣帝が平君を皇后としたい気持ちを暗に示し、群臣も彼女を立てることに同意する。
正式に皇后に立てられた後も、平君は質素な生活を忘れず、常に慎ましやかに行動し、上官皇太后（昭帝の皇后で霍光の孫）を敬って礼節を保ったため、賢明な人柄として人望を集めた。しかし、彼女は皇后となって2年後、第2子を出産した際に、宮廷の女医が勧めた丸薬を飲んで急死する。霍光の夫人である顕が、娘の霍成君を皇后に擁立するため、女医に命じて毒を盛らせたのだった。

## 死後
許氏の生んだ第2子のその後については、史書に記録が残っていない。乳幼児の死亡率が極めて高かった時代でもあり、幼くして死亡した可能性が高い。
許氏の死後、霍成君が宮中に迎えられて宣帝の皇后となり、霍氏一族も外戚として権力をふるうことになる。しかし間もなく霍光が死去すると、宣帝は次第に霍氏一族の実権を削り、最終的に、追い詰められた彼らが反乱を企んだところを粛清する。
宣帝の在位中から、皇太子となった劉奭は、儒教に傾倒するあまり現実離れした政治を追い求めるようになった。このことから宣帝は廃嫡を真剣に考えたものの、臣下の反対と許氏への追慕のため、結局踏み切れずに終わる。宣帝の危惧の通り、元帝の時代から前漢は衰退に向かい、最終的に王莽の簒奪により滅びることになる。
許氏は死後、宣帝の陵墓である杜陵に葬られ、のちに宣帝と合葬される。

## 一族
- 許広漢：許氏の父。平恩侯。諡は戴侯。
- 許舜：許広漢の弟で許氏の叔父。博望侯。
- 許延寿（中国語版）：許広漢の弟で許氏の叔父。楽成侯。大司馬車騎将軍。
  - 許嘉：許延寿の次男。伯父の許広漢の後を継いで平恩侯となった。大司馬車騎将軍。諡は恭侯。
    - 許況：許嘉の子。父の後を継いだ。諡は厳侯。
      - 許旦：許況の子。父の後を継いだ。新の王莽に仕えた。諡は質侯。
        - 許敬（中国語版）：字は鴻卿。許旦の子。父の後を継ぎ、後漢の光武帝に仕え、司徒となった。

    - 孝成許皇后：許嘉の娘で許況の姉妹。成帝の皇后となり寵愛されるが、のち廃され、さらに後に自殺に追い込まれた。

## 許氏が登場する作品
- 加藤四季『お嬢様と私―たなぼた中国恋愛絵巻』：物語の主人公で、バイタリティあふれる守銭奴として登場する。下層貴族の娘で、召使いの青年の白玉をこき使っていたが、やがて彼が皇族であることが判明し、欲にかられて結婚。当時無一文に近かった白玉との竪穴建物での生活をそれなりに楽しんだり、皇后になってからも後宮をひっかきまわしたりと基本的にほがらかで人好きのする人物として描かれている。
- 白井恵理子『常闇の宮 黎明の星』（『魔境の扉 飛蝶の剣』収録）：主人公たちが訪れた漢王室に住まう心優しく美しい妃として登場。皇帝とは平民のころから相思相愛の仲で、既に妊娠までしていたが、夜に部屋に侵入した何者かによって惨殺されてしまう。
- テレビドラマ『雲中歌 〜愛を奏でる〜』（2013年、中国、演：スー・チン）
- 青木朋『天空の玉座』：主要人物として宣帝とその妻の許平君をモデルにしたキャラクターが登場する。